# Citronasta mušnica
Citronasta mušnica (znanstveno ime Amanita citrina) je gliva iz rodu mušnic (Amanita).

## Značilnosti
Klobuk v premeru meri od 4 do 10 cm in je v mladosti polkrožen, pri odraslih primerkih pa raven. Na robovih je gladek in po zgornji strani posut s kosmiči, ki so ostanki ovojnice. Barve klobuka obsegajo različne odtenke barv, od skoraj popolnoma bele do živo citronasto rumene, po čemer je ta goba tudi dobila slovensko in znanstveno ime.
Trosovnica je sestavljena iz širokih, gostih lističev, ki niso zraščeni z betom gobe. Barva trosovnice je bela ali bela s pridihom rumene.
Bet citronaste mušnice je gladek, valjast, visok od 6 do 12 cm in ima premer med 0,8 in 1,5 cm. Na spodnjem delu je značilno gomoljasto odebeljen in ima jasno viden rob, ostanek ovojnice. Barva beta je bela ali rumenkasta, na sredini pa se nahaja zastiralce, ki je ohlapno pritrjeno in je lahko pri določenih primerkih ob robu natrgano.
Meso gobe je belo z vonjem po surovem krompirju ali redkvicah.

## Razširjenost in življenjski prostor
Citronasta mušnica raste od avgusta do konca novembra na kislih tleh. Najpogosteje jo najdemo v borovih gozdovih, pa tudi v smrekovih in mešanih gozdovih.  V Sloveniji je dokaj pogosta vrsta.

## Mikroskopske značilnosti
Trosni prah je bel. Trosi so skoraj okrogli, amiloidni in merijo 8–10 x 7–9 μm.

## Podobne vrste
- zelena mušnica (Amanita phalloides) ima zelenkast in vlaknat klobuk brez ostankov ovojnice v obliki krpic.
- koničasta mušnica (Amanita virosa) je bele barve
- rdečkasta mušnica (Amanita rubescens) ima rdečeče meso
- medlorumena mušnica (Amanita junquillea) je oker barve, obroček je manj izrazit

## Uporabnost
Pogojno užitna. Surova je strupena, kuhana pa sicer užitna, a ne posebej okusna.
V preteklosti so jo imeli za enako strupeno kot zeleno mušnico, zmotna miselnost pa verjetno izhaja iz velike podobnosti med tema dvema vrstama. Pri nabiranju je zato potrebna velika previdnost.

## Galerija slik
- Ilustracija
- Klobuk
- Trosi